# Anthurium marinoanum
Anthurium marinoanum är en kallaväxtart som beskrevs av Thomas Bernard Croat. Anthurium marinoanum ingår i släktet Anthurium och familjen kallaväxter. Inga underarter finns listade.